# Бэггот, Кинг
Уильям Кинг Бэггот (англ. William King Baggot; 7 ноября 1879 — 11 июля 1948) — американский актёр, режиссёр и сценарист. Он был всемирно известной кинозвездой в эпоху немого кино. Баггота называли «королём фильмов», «самым фотографируемым человеком в мире».
Бэггот снялся по меньшей мере в 269 кинофильмах с 1909 по 1947 год, написал 18 сценариев, и режиссировал 45 фильмов с 1912 до 1928 г.

## Биография
Родился в Сент-Луисе, штат Миссури, в семье Уильяма Бэггота (1845—1909) и Харриет «Хатти» Кинг (1859—1933). В семье было ещё 6 братьев и сестёр.
Его отец родился в Ирландии, эмигрировал из графства Лимерик в Соединенные Штаты в 1852 году и занимался торговлей недвижимостью в Сент-Луисе.
После окончания средней школы, в 1894 году, оставил Сент-Луис и отправился в Чикаго, где работал клерком у своего дяди Эдварда Бэггота (1839—1903), который занимался продажей сантехники, газовых и электрических приборов. В 1899 году он вернулся в Сент-Луис, и работал в Christian Brothers College, известной католической школе, где преуспел в занятих спортом, был звездой футбола и бейсбола и стал капитаном футбольной команды.
Позже он играл в полупрофессиональной футбольной команде Сент-Луиса.
Одновременно он продавал билеты на игры местной бейсбольной команды и работал клерком в конторе своего отца по продаже недвижимости.
Умер в возрасте 68 лет от инсульта в санатории в Лос-Анджелесе. Его отпевание было проведено в часовне Пирс Бразерс Голливуда 15 июля 1948. Он похоронен на кладбище Голгофа.

## Фильмография

### Актёр
- 1911 — Sweet Memories
- 1911 — Алая буква / The Scarlet Letter
- 1912 — The Lie
- 1913 — Доктор Джекилл и мистер Хайд / Dr. Jekyll and Mr. Hyde
- 1913 — Ivanhoe
- 1914 — Абсент / Absinthe
- 1915 — The Corsican Brothers
- 1918 — The Eagle’s Eye
- 1918 — Kildare of Storm
- 1919 — / The Hawk’s Trail
- 1923 — The Thrill Chaser
- 1932 — Police Court
- 1935 — Mississippi
- 1941 — Come Live with Me
- 1942 — Jackass Mail